# Jokin Aranburu
Jokin Aranburu Arruti, nascido em 14 de fevereiro de 1997 em Zarautz, é um ciclista espanhol, membro da equipa Fundación-Orbea.

## Biografia
Paralelamente à sua carreira ciclista, Jokin Aranburu tem iniciado estudos em fisioterapia na universidade do País Basco de Lejona, com o fim de obter um diploma de terapeuta.

### Carreira nas amadoras
Nas categorias de jovens, obtém primeiramente bons resultados em pista. Durante os campeonatos da Espanha juniores de 2014, consegue o título na velocidade por equipas, e obtém duas medalhas de prata no scratch e a perseguição por equipas, bem como uma em bronze no quilómetro, baixo as cores do comité do País basco.
Em 2015, ganha um novo título nacional juniores na disciplina do quilómetro, e termina segundo da americana, terça da velocidade por equipas e do scratch.
Passa em categoria esperanças (sub-23) em 2016, é contratado para a equipa Parking Geltokia. Em 2017, alinha por outro clube basco, a Ampo-Goierriko TB. Com este, consegue sobretudo o quinto lugar da Clássica Xavier Tondo, cabo da Copa da Espanha. No mês de agosto, distingue-se conseguindo a San Roman Saria, o seu primeiro sucesso desde dois anos. Ao total, realiza uma vintena de tops 10, principalmente nas carreiras do calendário basco.
Em 2018, cai e fractura-se a clavícula desde a sua recuperação, em 25 de fevereiro, durante a série inaugural da Copa da Espanha de ciclismo. Ele não se tinha refeito ao seu regresso à competição, mas rapidamente em 1 de abril, encontra boas sensações, terminando quinto da Ereñoko Udala Sari Nagusia e duodécimo do Memorial Pascual Momparler, na Copa da Espanha. Uma semana mais tarde, consegue a última etapa e termina terceiro da edição inaugural da Bizkaia 3E. O fim de semana seguinte, termina ao pé do pódio na Clássica Xavier Tondo (4.º), outra prova da Copa da Espanha. Não obstante, ele fractura mais uma vez a clavícula durante a Volta a Bidasoa, e falta uma grande parte da primavera No entanto, chega a obter alguns bons lugares nas carreiras bascas durante o verão, terminando terceiro da Antzuola Saria, quinto da Memorial Etxaniz, sexto da Dorletako Ama Saria e da Laudio Saria, sétima da Leintz Bailarari Itzulia e da San Bartolomé Sari Nagusia.

### Carreira profissional
Em 2019, é promovido na equipa da Fundação Euskadi, com o seu colega Unai Cuadrado. Realiza os seus começos profissionais no mês de fevereiro, durante as carreiras do Challenge de Mallorca.

## Palmarés em estrada
- 2016
  - 3.º do Circuito Aiala
- 2017
  - San Roman Saria
- 2018
  - 3. ª etapa da Bizkaia 3.º
  - 2.º da Bizkaia 3.º
  - 3.º do Antzuola Saria

## Palmarés em pista

### Campeonato da Espanha
- 2014
  -  Campeão da Espanha de velocidade por equipas juniores (com Aratz Olaizola e Onditz Urruzmendi)
  - 2.º do scratch juniores
  - 2.º da perseguição por equipas juniores
  - 3.º do quilómetro juniores
- 2015
  -  Campeão da Espanha do quilómetro juniores
  - 2.º da americana juniores
  - 3.º da velocidade por equipas juniores
  - 3.º do scratch juniores